# Mugurel Drăgănescu
Mugurel Drăgănescu (n. 10 mai 1976, Sinaia, România) este un arbitru român de fotbal. A debutat în Divizia A la data de 12 aprilie 2006, când a condus un meci dintre SC Vaslui și FC Argeș. Se află pe lista FIFA din 2009. Este de profesie inginer silvic și director în cadrul asociației vânătorilor și pescarilor sportivi Câmpina.